# Saint-Quentin-sur-Sauxillanges
Pour les articles homonymes, voir Saint-Quentin (homonymie).
Saint-Quentin-sur-Sauxillanges est une commune française, située dans le département du Puy-de-Dôme en région Auvergne-Rhône-Alpes.

## Géographie

### Lieux-dits et écarts
- Bonnefont
- Chapeloux
- Cibeau
- Civadoux
- La Coirie
- La Faye
- Les Granges
- Homette
- Jeanlong
- Le Petit Moulin
- Les Planissards
- Lous Bény
- Lous Réals
- La Sagnole
- La Vernière

### Communes limitrophes
- dans le canton de Sauxillanges :
  - Chaméane, Égliseneuve-des-Liards, Saint-Étienne-sur-Usson et Sauxillanges ;
- dans le canton de Saint-Germain-l'Herm (arrondissement d'Ambert) :
  - Condat-lès-Montboissier.

### Climat
Pour des articles plus généraux, voir Climat d'Auvergne-Rhône-Alpes et Climat du Puy-de-Dôme.
En 2010, le climat de la commune est de type climat des marges montargnardes, selon une étude du Centre national de la recherche scientifique s'appuyant sur une série de données couvrant la période 1971-2000. En 2020, Météo-France publie une typologie des climats de la France métropolitaine dans laquelle la commune est exposée à un climat de montagne ou de marges de montagne et est dans la région climatique  Nord-est du Massif Central, caractérisée par une pluviométrie annuelle de 800 à 1 200 mm, bien répartie dans l’année. 
Pour la période 1971-2000, la température annuelle moyenne est de 10,1 °C, avec une amplitude thermique annuelle de 16,8 °C. Le cumul annuel moyen de précipitations est de 766 mm, avec 9,1 jours de précipitations en janvier et 7,3 jours en juillet. Pour la période 1991-2020, la température moyenne annuelle observée sur la station météorologique de Météo-France la plus proche, « Issoire », sur la commune d'Issoire à 11 km à vol d'oiseau, est de 12,0 °C et le cumul annuel moyen de précipitations est de 610,7 mm,. Pour l'avenir, les paramètres climatiques de la commune estimés pour 2050 selon différents scénarios d'émission de gaz à effet de serre sont consultables sur un site dédié publié par Météo-France en novembre 2022.

## Urbanisme

### Typologie
Au 1er janvier 2024, Saint-Quentin-sur-Sauxillanges est catégorisée commune rurale à habitat très dispersé, selon la nouvelle grille communale de densité à sept niveaux définie par l'Insee en 2022.
Elle est située hors unité urbaine. Par ailleurs la commune fait partie de l'aire d'attraction d'Issoire, dont elle est une commune de la couronne,. Cette aire, qui regroupe 53 communes, est catégorisée dans les aires de moins de 50 000 habitants,.

### Occupation des sols
L'occupation des sols de la commune, telle qu'elle ressort de la base de données européenne d’occupation biophysique des sols Corine Land Cover (CLC), est marquée par l'importance des forêts et milieux semi-naturels (70 % en 2018), une proportion sensiblement équivalente à celle de 1990 (69,5 %). La répartition détaillée en 2018 est la suivante : 
forêts (70 %), prairies (18,6 %), zones agricoles hétérogènes (11,2 %), zones urbanisées (0,1 %). L'évolution de l’occupation des sols de la commune et de ses infrastructures peut être observée sur les différentes représentations cartographiques du territoire : la carte de Cassini (XVIIIe siècle), la carte d'état-major (1820-1866) et les cartes ou photos aériennes de l'IGN pour la période actuelle (1950 à aujourd'hui).

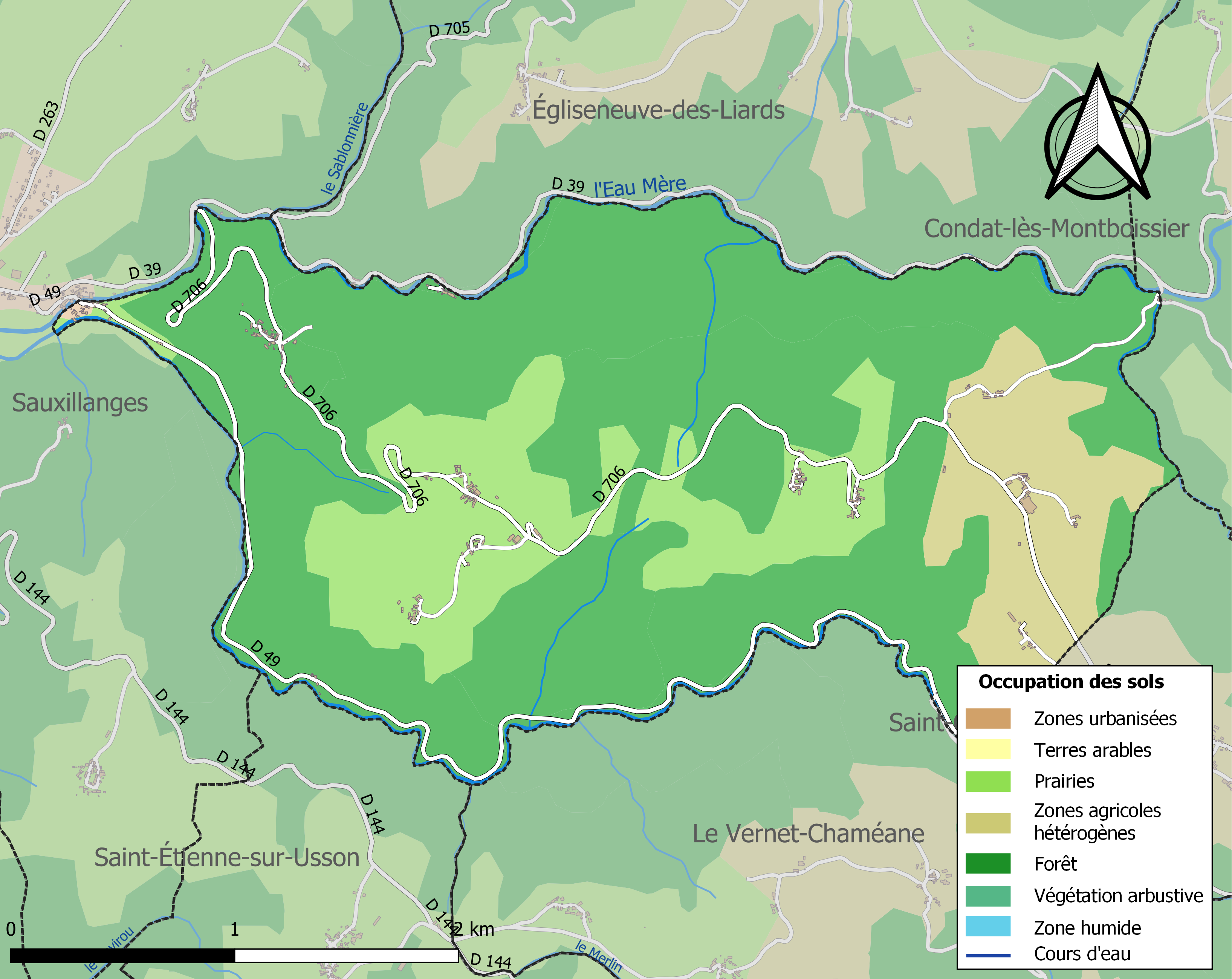
Carte des infrastructures et de l'occupation des sols de la commune en 2018 (CLC).

## Histoire
Origine du nom : Quentinus est un martyr du IIIe siècle.
Une tradition veut qu'un chef gaulois, Celsus, ait eu là une demeure fortifiée.
Saint Quentin apparaît en 927 lorsque Acfred, duc d'Aquitaine, donne son église au prieuré de Sauxillanges. Don confirmé par une bulle pontificale de 1096. En 1789, le prieuré était toujours possesseur de Saint Quentin.

À l'origine il n'y eut vraisemblablement pour célébrer le culte que la chapelle du château. Puis fut construite une église à l'époque romane, mais elle n'était pas paroissiale : c'était une annexe de Notre-Dame de Sauxillanges.
L'évêque la visita en 1773.

En mars 1790 le « hameau de Saint Quentin » devint une commune.
Au cours de la période révolutionnaire de la Convention nationale (1792-1795), la commune, alors nommée simplement Saint-Quentin, porta le nom de Quentin-le-Rocher (du 27 floréal de l'an II, soit le 11/05/1794, au 20 fructidor de l'an II, soit le 06/09/1794), et plus tard de Roche-Quentin (du 26 fructidor de l'an II, soit le 12/09/1794, au 1er vendémiaire de l'an 4, soit le 23/09/1795).

C'est en 1938 que le nom actuel a été adopté.

### Héraldique
| Armes | Les armes de Saint-Quentin-sur-Sauxillanges se blasonnent ainsi : D'argent à la fleur de lys partie d'azur et de gueules. |

## Politique et administration
| Période                                  | Période                         | Identité             | Étiquette | Qualité  |
| ---------------------------------------- | ------------------------------- | -------------------- | --------- | -------- |
| Les données manquantes sont à compléter. |                                 |                      |           |          |
| mars 2001                                | En cours (au 14 septembre 2020) | Jean-Claude Druelle, |           | Retraité |

- La commune de Saint-Quentin-sur-Sauxillanges est adhérente du parc naturel régional Livradois-Forez.

## Démographie
L'évolution du nombre d'habitants est connue à travers les recensements de la population effectués dans la commune depuis 1793. Pour les communes de moins de 10 000 habitants, une enquête de recensement portant sur toute la population est réalisée tous les cinq ans, les populations de référence des années intermédiaires étant quant à elles estimées par interpolation ou extrapolation. Pour la commune, le premier recensement exhaustif entrant dans le cadre du nouveau dispositif a été réalisé en 2005.

En 2022, la commune comptait 109 habitants, en évolution de −2,68 % par rapport à 2016 (Puy-de-Dôme : +2,1 %, France hors Mayotte : +2,11 %).
| 1793 | 1800 | 1806 | 1821 | 1831 | 1836 | 1841 | 1846 | 1851 |
| ---- | ---- | ---- | ---- | ---- | ---- | ---- | ---- | ---- |
| 543  | 344  | 421  | 611  | 679  | 673  | 645  | 643  | 616  |

| 1856 | 1861 | 1866 | 1872 | 1876 | 1881 | 1886 | 1891 | 1896 |
| ---- | ---- | ---- | ---- | ---- | ---- | ---- | ---- | ---- |
| 553  | 522  | 535  | 459  | 502  | 410  | 431  | 442  | 419  |

| 1901 | 1906 | 1911 | 1921 | 1926 | 1931 | 1936 | 1946 | 1954 |
| ---- | ---- | ---- | ---- | ---- | ---- | ---- | ---- | ---- |
| 350  | 358  | 349  | 320  | 270  | 256  | 234  | 181  | 138  |

| 1962 | 1968 | 1975 | 1982 | 1990 | 1999 | 2005 | 2006 | 2010 |
| ---- | ---- | ---- | ---- | ---- | ---- | ---- | ---- | ---- |
| 146  | 110  | 94   | 97   | 82   | 94   | 108  | 109  | 99   |

| 2015 | 2020 | 2022 | - | - | - | - | - | - |
| ---- | ---- | ---- | - | - | - | - | - | - |
| 111  | 110  | 109  | - | - | - | - | - | - |

## Lieux et monuments
- Église de Saint-Quentin-sur-Sauxillanges inscrite aux monuments historiques depuis le 28 juin 1963[20] : l'église n'a qu'une nef de deux travées suivie d'un cœur surélevé terminé par un chevet plat ; l'ensemble est couvert d'un berceau brisé que renforcent deux doubleaux ; la porte occidentale protégée par un auvent moderne conserve ses vantaux anciens avec leurs pentures d'origine.

## Personnalités liées à la commune
- André Messager, compositeur de musique et chef d’orchestre (Opéra Comique, Opéra de Paris, Covent Garden,…) séjourna régulièrement en villégiature au Château des Terrasses entre la fin du XIXème et début du XXe siècle chez sa sœur Marthe Augé-Laribé (née Messager) et son beau-frère Eugène Augé-Laribé.